# Indirana
Indirana là một chi động vật lưỡng cư trong họ Ranixalidae, thuộc bộ Anura. Chi này có 10 loài và 60% bị đe dọa hoặc tuyệt chủng. Chúng đều là loài đặc hữu của Ấn Độ.

## Phân loại học
Chi Indirana gồm các loài sau:
- Indirana beddomii (Günther, 1876).
- Indirana brachytarsus (Günther, 1876).
- Indirana diplosticta (Günther, 1876).
- Indirana gundia (Dubois, 1986).
- Indirana leithii (Boulenger, 1888).
- Indirana leptodactyla (Boulenger, 1882).
- Indirana longicrus (Rao, 1937).
- Indirana phrynoderma (Boulenger, 1882).
- Indirana semipalmata (Boulenger, 1882).
- Indirana tenuilingua Rao, 1937.

## Hình ảnh

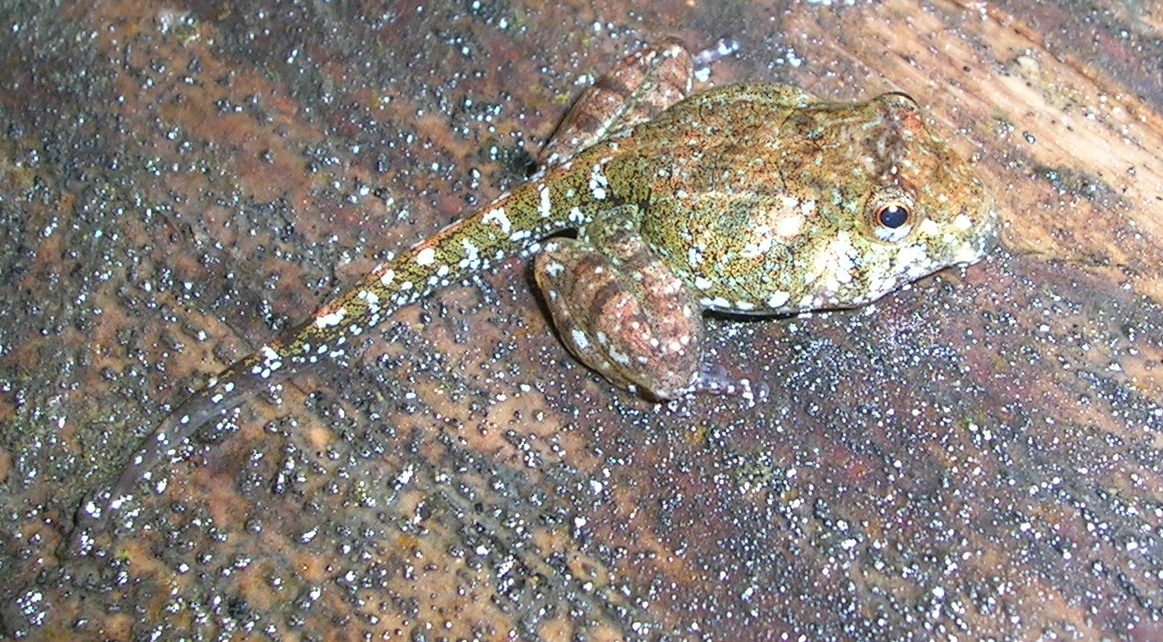